# Václav Kreisinger

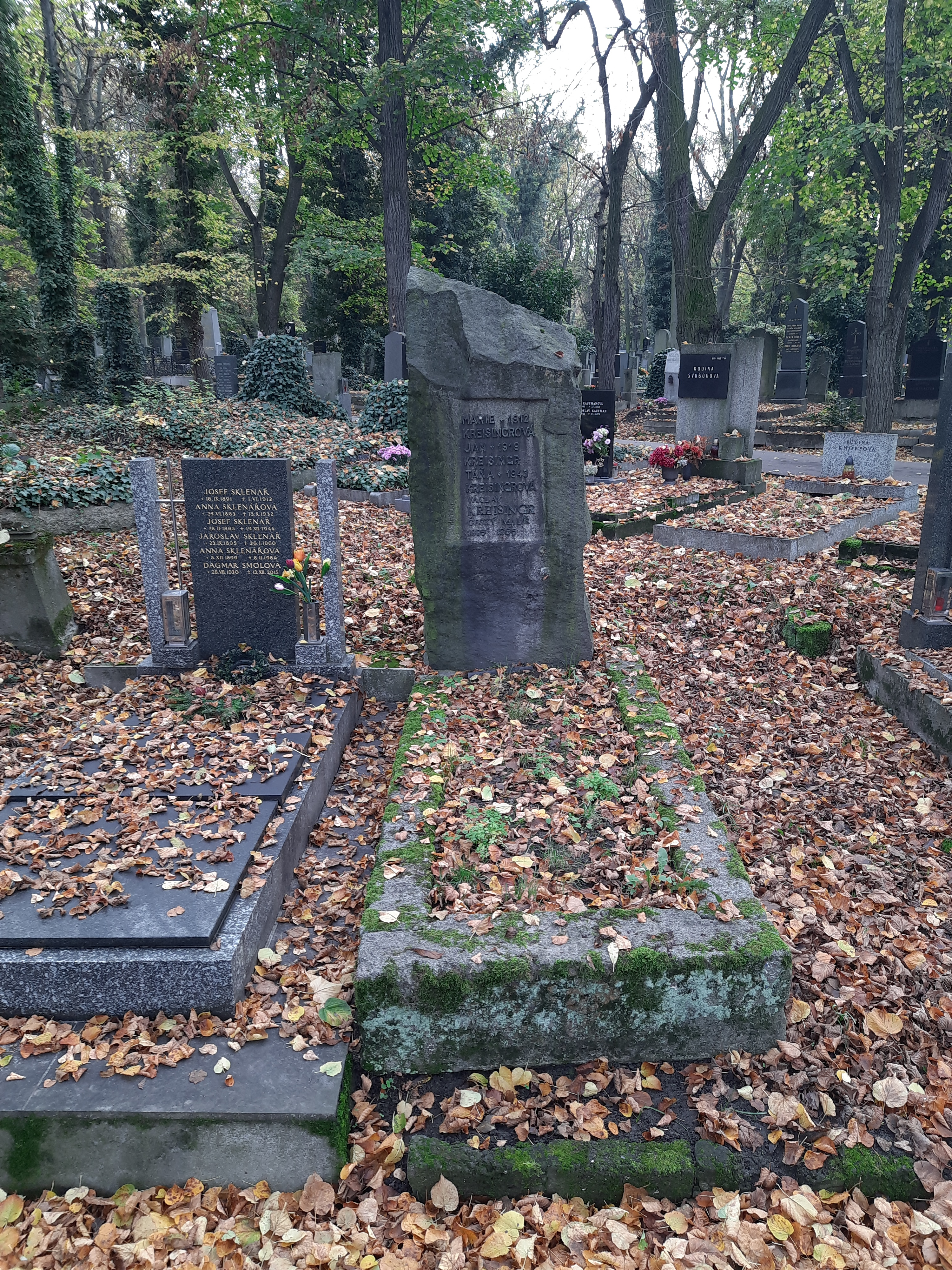
Hrobka rodiny Václava Kreisingera na Olšanských hřbitovech

Václav Kreisinger (21. srpna 1885 Smíchov – 1956) byl český malíř figurálních obrazů a kytic.

## Život
Narodil se na Smíchově v rodině topiče Jana Kreisingera. Studoval nejprve na Uměleckoprůmyslové škole v Praze (1903–1908) a následně (1909–1911) na francouzské Julianově akademii v Paříži. V roce 1918 se oženil s Antonií Krejsovou. Svá díla vystavoval jak ve své vlasti, tak v zahraničí.
Pohřben byl na Olšanských hřbitovech.

## Dílo
Pro Spojené státy americké vytvořil roku 1919 obraz Emy Destinnové. Dále namaloval:
- „Ženy na břehu“
- „Na ulici“
- „Společnost u stolu“
- „Podobizna mojí ženy“
- „Hoch u okna“
- „Stará dáma“
- „Tři dívky“

## Galerie

Krajina s řekou (olej na plátně)
Motiv z parku, (olej na kartonu)
Dívenka u stolu (Kresba tuší a tužkou na papíře)
Carský důstojník (olej na plátně)
Dívka s rukama na hrudi (olej na plátně) 1944
Žena s pudřenkou  (kombinovaná technika)